# 日置神社 (名古屋市)
日置神社（ひおきじんじゃ）は、愛知県名古屋市中区橘一丁目にある神社。「日置八幡宮」とも呼ばれる。『延喜式神名帳』の尾張国愛智郡「日置神社」に比定されている。

## 祭神
- 天太玉命（あめのふとだまのみこと）
- 配祀左：品陀和気命（ほむだわけのみこと）
- 配祀右：天照皇大神（あまてらすすめおほかみ）

## 歴史
創建は不詳。近世まで八幡宮と呼ばれており、愛知郡日置村の氏神であった。江戸中期、天野信景は当社の所在地が日置村であることから『延喜式神名帳』の「日置神社」に比定し、以降は定説となった。江戸後期の郷土史家である津田正生も当社が日置神社で異論はないとしている。
平城京から「尾張国愛智郡草部郷日置里」と書かれた木簡が出土しており、奈良時代にはこの地域が「日置里」と呼ばれていたようである。「日置」という名称については不明な点が多いが、暦を司る日置部に由来するという説がある。神社周辺には大須古墳群や旅籠町遺跡など古代の遺跡が複数確認されている。神階については『尾張国内神名帳』貞治本は「従一位上 日置天神」、国府宮本は「従三位 日置天神」としている。
中世になって、山城国男山より八幡大神を勧請して合祀したという（京都東山五条北の若宮八幡宮とも）。永禄3年（1560年）5月、織田信長が桶狭間の戦いへ出陣する折、早朝に清洲城を出て本社に到り、敦盛を舞って戦勝祈願を行い、軍勢の集結を待ってから熱田神宮へ向かったとされる。織田信長は戦勝後、報賽のため神域に松樹千本を植えた。これより「千本松日置八幡宮」と呼ばれた。
戦前まで、文禄元年（1592年）や慶長13年（1608年）などの銘をもつ棟札を所蔵しており、戦国期から江戸期にかけて複数回社殿を再建したようである。
明治維新の際、社名を「日置神社」と改称した。1871年（明治4年）に郷社に昇格した。神仏分離の際には社家が資料を持ったままやめたため、資料が散逸している。1896年（明治29年）、千本松の最後の1本が枯れたとされる。1907年（明治40年）12月26日、神饌幣帛料供進神社に指定された。1909年（明治42年）10月、隣接する村社の神明社を合併して配祀した。1945年（昭和20年）3月、名古屋大空襲で戦災を受けた。1958年（昭和33年）、社殿の復興造営が完成した。

## 境内
- 社殿
- 社務所

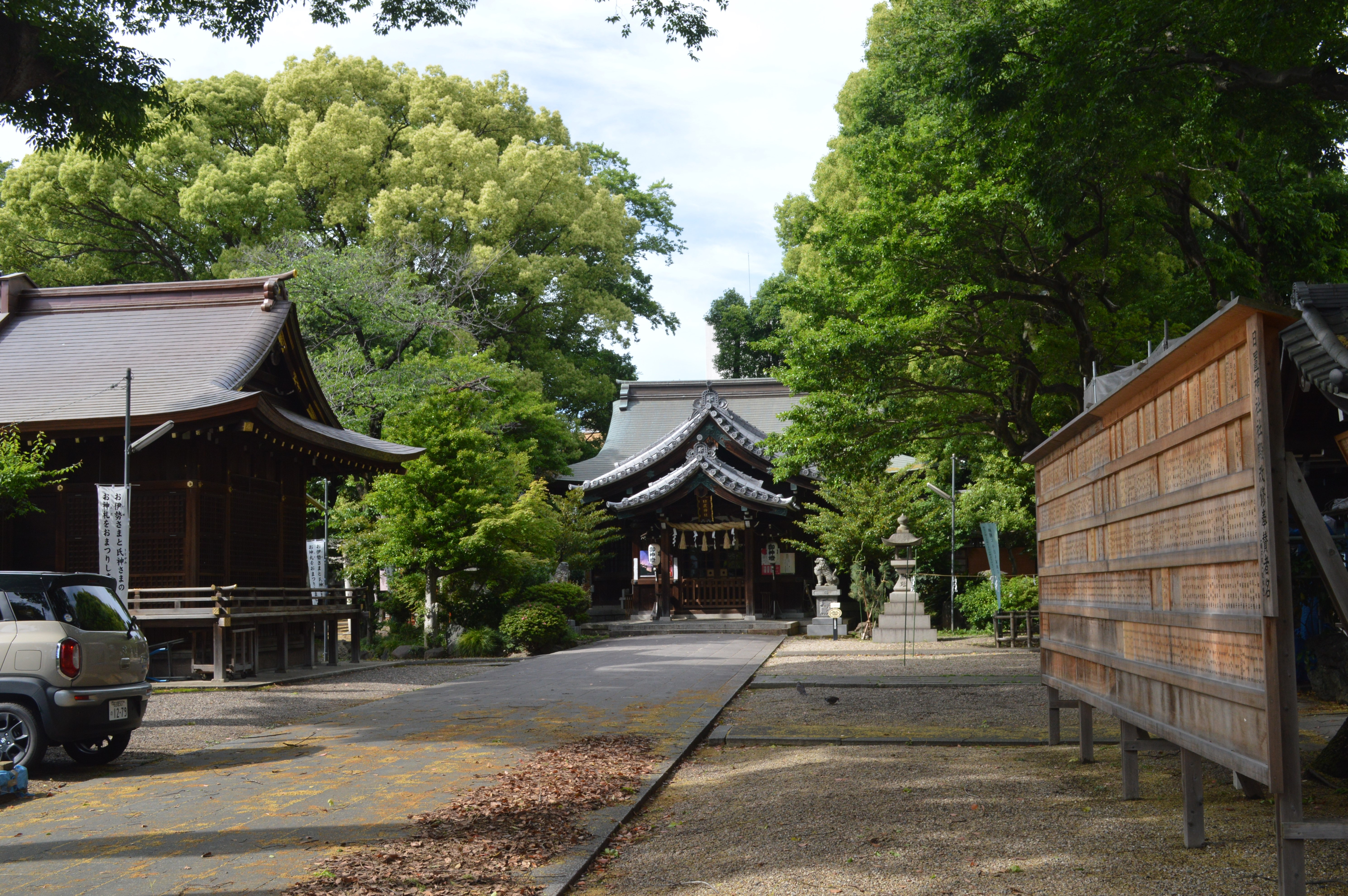
境内
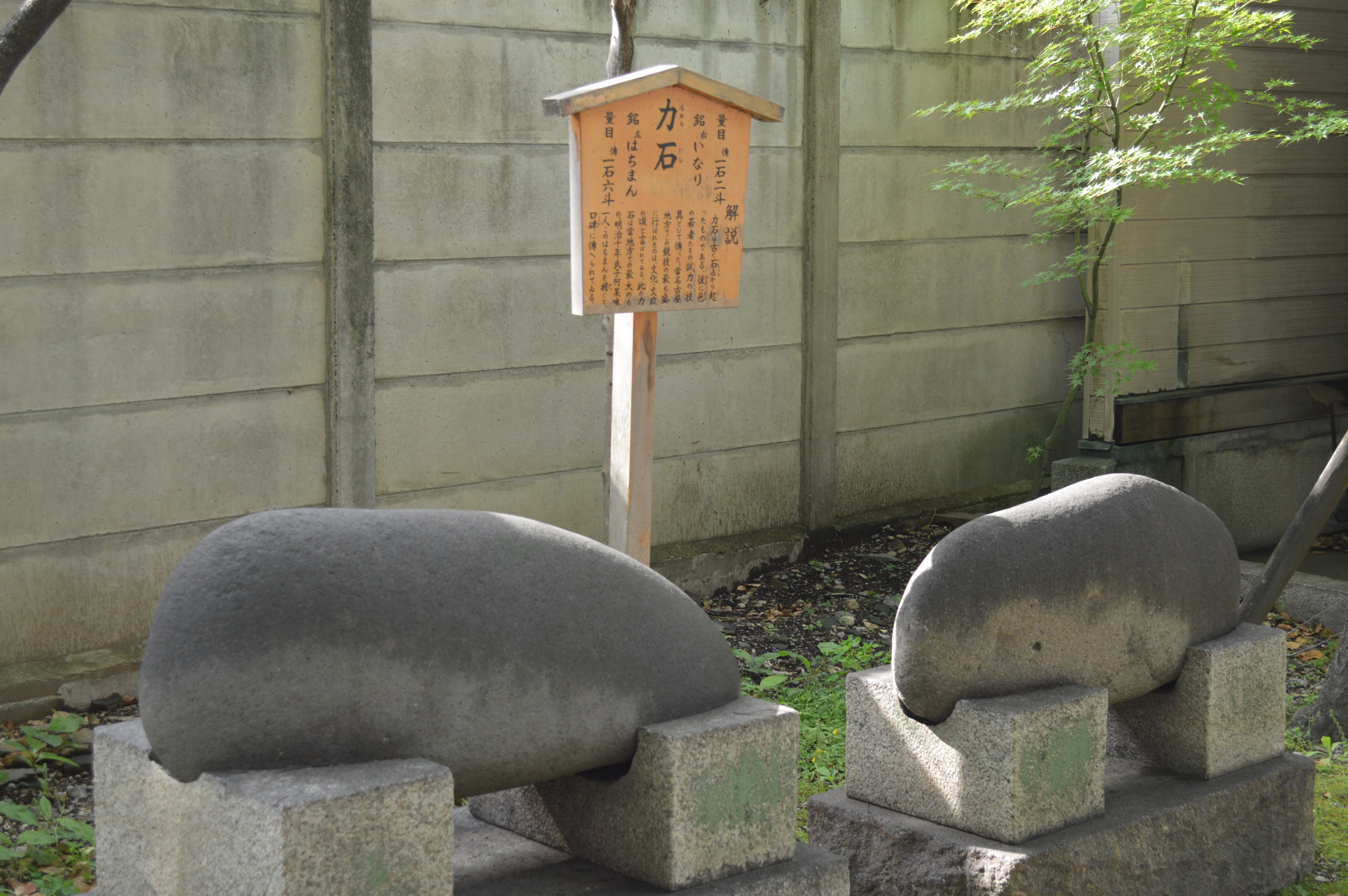
力石
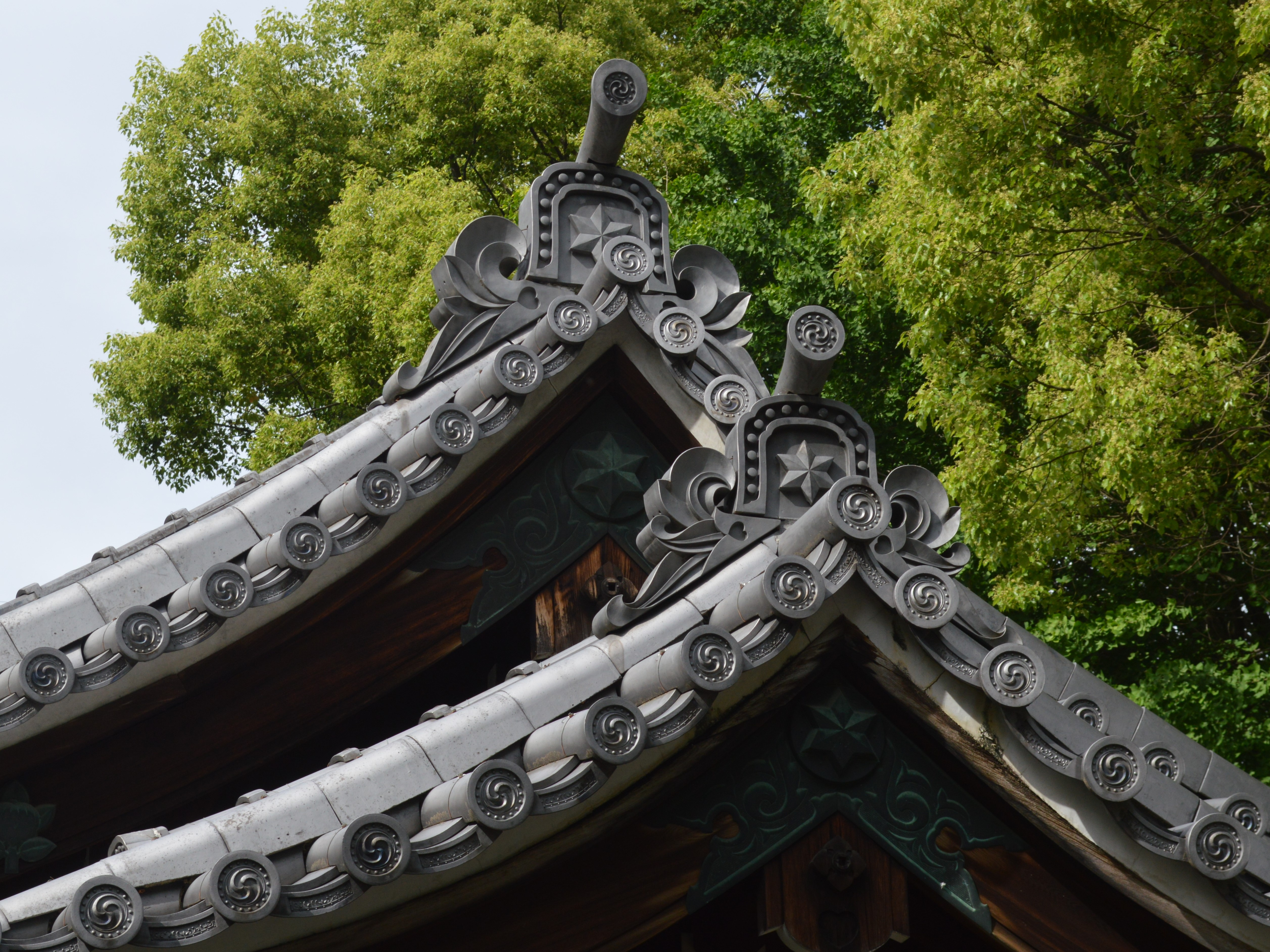
鳥居

### 摂末社
- 稲荷社
- 大黒恵比須社
- 橘社
- 津島社熱田社秋葉社合殿
- 迦具土社須佐之男社合殿
- 火具土社
- 龍神社

- 境内
- 力石
- 鬼瓦

## 祭典行事
- 1月1日：歳旦祭
- 1月10日：大黒・恵比須祭（初えびす）
- 2月11日：紀元祭
- 2月17日：祈年祭
- 旧2月初午日：稲荷初午祭
- 6月30日：大祓
- 7月15日：禁厭神事・茅輪神事
- 7月26日：龍神祭
- 10月15日：例祭
- 11月23日：新嘗祭
- 12月31日：大祓
- 毎月1日・15日：月次祭